# Candy Dulfer
Candy Dulfer (født 19. september 1969, Amsterdam) er en hollandsk jazz- og popsaxofonist. Hun er datter af saxofonisten Hans Dulfer. Hun begyndte at spille trommer som 5-årig og begyndte på saxofon året efter, og hun grundlagde sit band Funky Stuff da hun var 14 år. Hendes debutalbum Saxuality (1990) modtog en Grammy-nominering.
Hun har optrådt og indspillet musik med sin far, Hans, Prince, Van Morrison, Angie Stone, Maceo Parker og Rick Braun, og hun har optrådt live med bl.a. Alan Parsons (1995), Pink Floyd (1990) og Tower of Power (2014). Hun fik sit største hit med nummeret "Lily Was Here" sammen med Dave Stewart, der udkom på hendes debutalbum, samt på soundtracket til filmen Lily Was Here.
Hun var vært på den hollandske serie Candy Meets... (2007), hvor hun interviewede forskellige musikere. I 2013 blev hun dommer for den femte sæson af den hollandske version af X Factor.

## Diskografi
- Saxuality (1990)
- Sax-a-Go-Go (1993)
- Big Girl (1995)
- For the Love of You (1997)
- Girls Night Out (1999)
- What Does It Take (1999)
- Dulfer Dulfer (2002)
- Right in My Soul (2003)
- Candy Store (2007)
- Funked Up (2009)
- Crazy (2011)
- Together (2017)
- We Never Stop (2022)